# Marianne Ahlfeld-Heymann
Marianne Ahlfeld-Heymann (geboren als Marianne Heymann 7. Februar 1905 in Köln; gestorben 26. Juni 2003 in Haifa) war eine deutsch-israelische Holzbildhauerin, Kostümdesignerin, Bühnenbildnerin, Maskenschnitzerin und Marionettenbauerin.

## Leben

Marianne Heymann als Kind (1908)

Marianne Heymann wuchs im Haus Voigtelstr. 9 in Köln-Braunsfeld bei ihrer Mutter Elisabeth Heymann auf. Sie besuchte das Kaiserin-Augusta-Gymnasium und begann 1922, wie bereits ihre Cousine Margarete Heymann, eine Ausbildung an der Kölner Kunstgewerbeschule. Sie wechselte 1923 an das Bauhaus in Weimar und besuchte bei Oskar Schlemmer die Klasse für Bildhauerei und Bühnenkunst. Sie arbeitete sich in das Marionetten-Schnitzen ein. Besonders beeindruckt war sie vom Dozenten Paul Klee und freundete sich auch mit dessen Sohn Felix Klee an.
Als 1925 mit der Übersiedlung des Bauhauses nach Dessau die Holzbildhauerei aufgegeben wurde, kehrte Heymann nach Köln zurück und fertigte Puppen für einen Puppenspieler. Nach Besuch von Ausdruckstanz-Aufführungen von Mary Wigman und des javanischen Künstlers Raden Mas Jodjana schuf sie Masken, die bei Tänzen eingesetzt wurden. 1926 bis 1928 machte sie ein Volontariat in Bühnenbild und Kostümentwurf an der Kölner Oper bei Hans Strohbach, wechselte dann als Assistentin des Bühnenbildners Eduard Löffler an das Mannheimer Nationaltheater. 1929 entwarf sie Kostüme für die Inszenierung der Oper Hoffmanns Erzählungen in Köln. Zahlreiche Inszenierungen gestaltete sie daneben Mannheim und Köln u. a. Der Freischütz (Köln 1928), Die Geschichte vom Soldaten (Köln 1928), die Macht des Schicksals (Mannheim 1929), Peterchens Mondfahrt (Mannheim 1930).
Nach der Machtübergabe an die Nationalsozialisten floh sie im April 1933 über Ascona nach Paris. Sie fand Beschäftigung als Zeichnerin in einer Arbeiterkommune von Emigranten in Saint Maur und traf dort den Tischler Hermann Ahlfeld (1892–1983) aus Berlin, die beiden legalisierten 1939 ihre Beziehung. 1937 erhielt sie eine Auszeichnung für Modeschmuck bei der Pariser Weltausstellung und 1938 führte sie einen Auftrag für eine Marionettenaufführung eines Stücks des belgischen Autors Maurice Maeterlinck aus.
Hermann Ahlfeld wurde nach Kriegsbeginn 1939 interniert, und auch sie kam im Mai 1940 für einige Monate im Camp de Gurs in Gefangenschaft. Das Ehepaar Ahlfeld überlebte, vor den Deutschen versteckt, in Südfrankreich die Kriegszeit und die Judenverfolgung, sie bekamen drei Kinder. Im Januar 1949 wanderten sie mit der Alija nach Israel aus, wo sie im Moschaw Kfar Chaim eine Tischlerei und eine Werkstatt für Schnitzerei einrichteten. Sie produzierten mit wechselndem wirtschaftlichen Erfolg Haushaltsgegenstände aus Olivenholz.
Bereits 1936/37 sind Entwürfe für drei Theaterproduktionen in Haifa entstanden: Georg Büchner: Leonce und Lena, Haifa 1936/37; Wolfgang Amadeus Mozart: Entführung aus dem Serail, Haifa 1937; William Shakespeare: Was ihr wollt, Haifa 1937. Unsicher ist, ob sie auch zur Aufführung kamen. Nach ihrer Übersiedelung entsteht Igor Stravinsky: Die Geschichte vom Soldaten, Haifa 1952.
1950 stellte Ahlfeld-Heymann erstmals Marionetten und Masken in Tel Aviv aus, allerdings ohne eine besondere Resonanz. 1954 zog die Familie nach Haifa um. Ahlfeld-Heymann arbeitete noch gut 30 Jahre künstlerisch weiter und stellte auch wiederholt aus, so Ende 1972 Masken im Wilfrid Israel Museum.
Marianne Ahlfeld-Heymann schrieb 1955 in deutscher Sprache ihre Lebenserinnerungen, die sie 1993 Gretel Baum-Meróm übergab. Sie wurden 1994 von Erhard Roy Wiehn in Deutschland veröffentlicht.
Im Rahmen des NRW-Verbundprojektes 100 jahre bauhaus im westen zeigt 2019 das Museum für Angewandte Kunst Köln die Retrospektive 2 von 14. Zwei Kölnerinnen am Bauhaus mit Arbeiten von Margarete und Marianne Heymann.
Teile des grafischen Nachlasses finden sich in der Theaterwissenschaftlichen Sammlung der Universität zu Köln.

## Ehrung und Gedenken

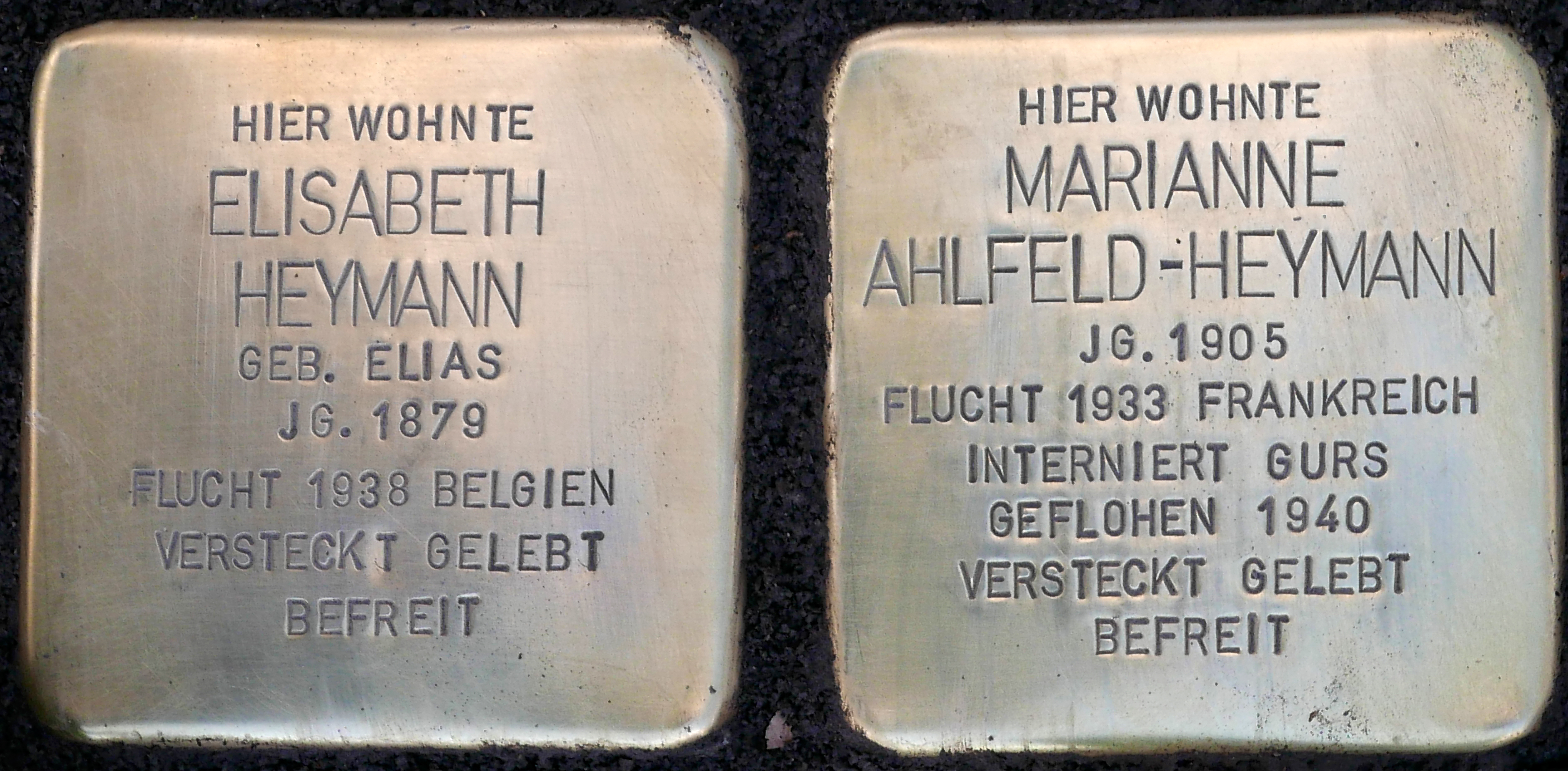
Stolpersteine für Elisabeth Heymann und Marianne Ahlfeld-Heymann, Köln-Braunsfeld, Voigtelstraße 9

Am 19. März 2019 wurden vor dem ehemaligen Wohnhaus der Familie Heymann, Voigtelstrasse 9 in Köln-Braunsfeld, Stolpersteine für Marianne Ahlfeld-Heymann und ihre Mutter Elisabeth Heymann verlegt.
Der Kölner Frauengeschichtsverein erinnerte im Juni 2021 an Marianne Ahlfeld-Heymann als Frau des Monats im Juni 2021 und widmete ihr einen Artikel auf seiner Webseite: „Marianne Ahlfeld–Heymann - ein Multitalent muss ins Exil“.

## Beiträge

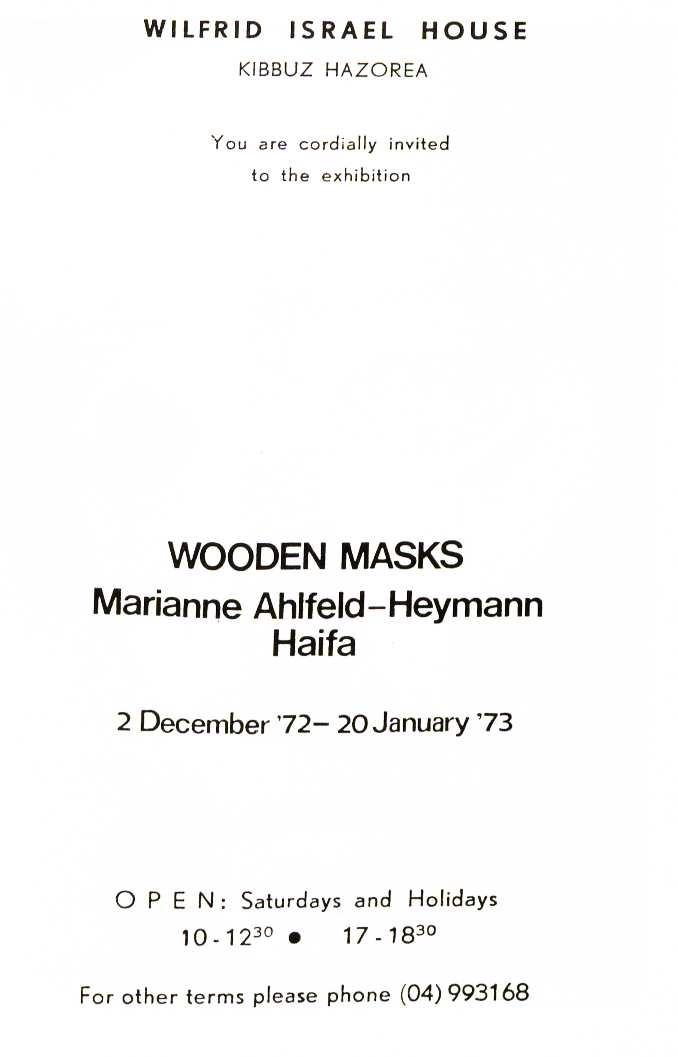
Wilfrid Israel Museum, 1972

- Joseph Gregor: Die Masken der Erde. München : Piper, 1936, S. 25 und Tafel 89
- Hansi Fuchs: Chimären : Gedichte. Umschlagzeichnung von Marianne Heymann. Paris : Rhenus, 1938
- Marianne Ahlfeld-Heymann, Erhard Roy Wiehn (Hrsg.) Und trotzdem überlebt. Ein jüdisches Schicksal aus Köln durch Frankreich nach Israel 1905–1955. Mit Erinnerungen an Paul Klee. Konstanz : Hartung-Gorre, 1994 ISBN 9783891917305